# Guraleus amplexus
Guraleus amplexus é uma espécie de gastrópode do gênero Guraleus, pertencente à família Mangeliidae.